# Like (ort)
Like är en ort i Bosnien och Hercegovina.   Den ligger i entiteten Federationen Bosnien och Hercegovina, i den centrala delen av landet, 90 km norr om huvudstaden Sarajevo. Like ligger 426 meter över havet och antalet invånare är 251.
Terrängen runt Like är huvudsakligen kuperad, men söderut är den platt. Terrängen runt Like sluttar västerut.Runt Like är det ganska tätbefolkat, med 93 invånare per kvadratkilometer.. Närmaste större samhälle är Tuzla, 18,6 km sydost om Like. 
I omgivningarna runt Like växer i huvudsak lövfällande lövskog.